# Paul Lynch
Paul Lynch (Liverpool, 11 giugno 1946) è un regista, sceneggiatore e produttore cinematografico britannico.

## Filmografia

### Regista
Lungometraggi
- The Hard Part Begins (1973)
- Blood & Guts (1978)
- Non entrate in quella casa (Prom Night) (1980)
- Il figlio del plenilunio (Humongous) (1982)
- Cross Country (1983)
- Il sogno di Robin (Flying) (1986)
- Bullies (1986)
- Vicolo cieco (Blindside) (1987)
- Going to the Chapel (1988)
- Concorso infernale (No Contest) (1995)
- Intrappolati all'inferno (No Contest II) (1997)
- More to Love (1999)
- Nella mente di Katherine (Frozen with Fear) (2001)
- The Keeper (2004)

Serie televisive
- Petrocelli (Petrocelli), l'episodio "Deadly Journey" (1976)
- La camera oscura (Darkroom), gli episodi "Stay Tuned, We'll Be Right Back" (1981), "Needlepoint" (1981), "Daisies" (1981) e "Who's There?" (1982)
- Voyagers! - Viaggiatori del tempo (Voyagers!), l'episodio "The Travels of Marco... and Friends" (1982)
- Blacke's Magic, l'episodio "Forced Landing" (1986)
- La signora in giallo (Murder, She Wrote), l'episodio "Delitto in cornice" (1986)
- Moonlighting (Moonlighting), l'episodio "Un destro un po' sinistro" (1986)
- Mike Hammer investigatore privato (Mike Hammer), l'episodio "Lady Killer" (1987)
- La bella e la bestia (Beauty and the Beast), gli episodi "La legge del più forte" (1987) e "La darsena della morte" (1987)
- Jack, investigatore privato (Private Eye), l'episodio "Nobody Dies in Chinatown" (1987)
- Hooperman (Hooperman), l'episodio "The Naked and the Dead" (1988)
- The Bronx Zoo, gli episodi "Truancy Blues" (1988) e "Behind Closed Doors" (1988)
- Beverly Hills Buntz, l'episodio "Buntz of the Desert" (1988)
- Ai confini della realtà (The Twilight Zone), gli episodi "La prova" (1985), "Il messaggio di Charity" (1985), "Oggetti smarriti" (1985), "Il bisogno di sapere" (1986), "Il teatro delle ombre" (1986), "Racconti di lunga vita" (1986), "Il mondo della porta accanto" (1986), "La scelta" (1988), "I cacciatori" (1988) e "Matto come una zuppa di sandwich" (1989)
- Vietnam addio (Tour of Duty), l'episodio "Thanks for the Memories" (1989)
- L'ispettore Tibbs (In the Heat of the Night), gli episodi "Rape" (1989) e "A Loss of Innocence" (1990)
- The Ray Bradbury Theatre, gli episodi "Marionettes, Inc." (1985) e The Long Years" (1990)
- L'ombra della notte (Dark Shadows), l'episodio "Episode Seven" (1991)
- Star Trek: The Next Generation (Star Trek: The Next Generation), gli episodi "Contaminazione" (1987), "11001001" (1988), "Selezione innaturale" (1989), "Uno strano visitatore" (1991) e "Il primo dovere" (1992)
- Top Cops, gli episodi "Anthony and Richard Mantellino/Harry Minor/Tony Rizo" (1991), "John Kosek/Richard Voorhees/Doug Edgington/David Miles" (1992) e "Craig Chew/Denny Joyce/Norman Pressley" (1993)
- Matrix, l'episodio "To Err Is Human" (1993)
- Star Trek: Deep Space Nine (Star Trek: Deep Space Nine), gli episodi "Uno strano delitto" (1993), "Il virus di Babele" (1993), "Per amore di Q" (1993), "Il clandestino" (1993) e "Guerra per sempre" (1993)
- Kung Fu: la leggenda continua (Kung Fu: The Legend Continues), l'episodio "The Lacquered Box" (1993)
- Colomba solitaria (Lonesome Dove: The Series), l'episodio "Last Stand" (1994)
- RoboCop (RoboCop), gli episodi "The Future of Law Enforcement: Part 1" (1994), "The Future of Law Enforcement: Part 2" (1994), "Trouble in Delta City" (1994), "Officer Missing" (1994) e "Faces of Eve" (1994)
- Liberty Street (1994) Serie TV
- Oltre i limiti (The Outer Limits), gli episodi "Seconda anima" (1995) e "Questioni serie" (1995)
- Mike Land: professione detective (Land's End) (1995) Serie TV
- Baywatch Nights (Baywatch Nights), l'episodio "Visioni mortali" (1995)
- Due South - Due poliziotti a Chicago (Due South), gli episodi "Un conto aperto" (1994), "Vacanze a Chicago (parte 1)" (1994) e "Spy vs. Spy" (1997)
- F/X (F/X: The Series), gli episodi "F/X: The Illusion" (1996), "Gemini" (1997), "Double Image" (1997), "Reunion" (1997), "Requiem for a Cop" (1997), "Unfinished Business" (1997), "Spanish Harlem" (1997) e "Flashback" (1997)
- Viper (Viper), l'episodio "The Getaway" (1998)
- Poltergeist (Poltergeist: The Legacy), gli episodi "Repentance" (1997), "The Light" (1998), "The Human Vessel" (1998) e Seduction" (1998)
- Xena - Principessa guerriera (Xena: Warrior Princess), gli episodi "Xena contro l'armata persiana" (1998) e "Xena e il segreto di Nerissa" (1998)
- I viaggiatori (Sliders), gli episodi "Un mondo diviso" (1999), "Il grande fratello" (1999) e "Requiem" (1999)
- The Magician's House (1999) Serie TV
- So Weird - Storie incredibili (So Weird), gli episodi "Angel" (1999), "Drive" (1999), "Nightmare" (1999), "Fathom" (2000), "Lightning Rod" (2000), "Detention" (2000), "Voodoo" (2000), "The Great Incanto" (2001), "Widow's Walk" (2001) e "Mr. Magnetism" (2001)

Film TV
- Mania (1986)
- Really Weird Tales (1987)
- Cameo by Night (1987)
- L'ispettore Maigret (Maigret) (1988)
- Una prostituta per il governatore (She Knows Too Much) (1989)
- Un testimone sospetto (Murder by Night) (1989)
- Double Your Pleasure (1989)
- La morte si fa bella (Drop Dead Gorgeous) (1991)
- Spenser: Ceremony (1993)

### Sceneggiatore
- More to Love (1999)
- Detention - Duro a morire (Detention) (2003)

### Produttore esecutivo
- American Nightmare (1983)
- Mania (1986) Film TV

### Attore
- Dante's Inferno: Abandon All Hope (2010) Cortometraggio